# Гавра, Дмитрий Петрович
Дми́трий Петро́вич Гавра (род. 25 августа 1956 года, Ленинград) — российский социолог и политолог, доктор социологических наук, профессор СПбГУ.
Заведующий кафедрой связей с общественностью в бизнесе Высшей школы журналистики и массовых коммуникаций. Лауреат премии Правительства РФ в области печатных СМИ (2008).
Создатель институциональной теории общественного мнения и сферно-субстанциональной концепции внешнего имиджа государства.
Автор монографии «Общественное мнение как социологическая категория и социальный институт».
Руководитель исследовательского проекта «Внешний имидж государства в глобальном информационном пространстве».
Координатор Инновационного образовательного проекта «Деловая журналистика и бизнес коммуникация» Национального проекта «Образование»(2006—2009).
Руководитель экспертного совета Балтийского губернаторского клуба.
С 2017 года президент «Ассоциации преподавателей по связям с общественностью» (АПСО)

## Награды и премии
- Премия Правительства Российской Федерации в области печатных средств массовой информации (2008).
- Благодарность Министра культуры и массовых коммуникаций Российской Федерации (24 апреля 2006 года) — за вклад в развитие журналистского образования и в связи с 60-летием факультета журналистики федерального государственного образовательного учреждения высшего профессионального образования «Санкт-Петербургский государственный университет»[6].